# كبوسين
الكَبُّوسِين أو السَّلبُوت أو اللادن أو السَّلَبِيَّة أو الجَوكلانة أو أبو خنجر أو طرطور الباشا (الاسم العلمي: Tropaeolum) هو جنس من النباتات يتبع الفصيلة الكبوسينية من رتبة الكرنبيات.